# NGC 4342
NGC 4342 is een elliptisch sterrenstelsel in het sterrenbeeld Maagd. Het hemelobject werd op 13 april 1784 ontdekt door de Duits-Britse astronoom William Herschel.

## Synoniemen
- IC 3256
- ARAK 361
- UGC 7466
- VCC 657
- MCG 1-32-39
- ZWG 42.71
- PGC 40252